# Ram Sampath
Ram Sampath (n. en Bombay en 1977) es un cantante, compositor, productor y músico indio, que realoiza sus actividades principalmente en el circuito publicitario en Mumbai. También ha promovido en apoyar a otros nuevos talentos como nuevas bandas musicales y cantantes locales.

## Discografía

### Canciones
- Talaash (2012)
- Rock The Shaadi (2012)
- Delhi Belly (2011)
- Luv Ka The End (2011)
- Saamna (2009)
- Aagey Se Right (2009)
- Jumbo (2008)
- Family (2006)
- Khakee (2004)
- Let's Talk (2003)

### Filmografóa
- Game

### Singles
- Dil Jale